# Warzyce (Jasło)
Warzyce – część miasta Jasło, utworzona z południowych części sąsiedniej wsi Warzyce. Leży na wschodnich rubieżach miasta, w okolicach ulic Rzemieślniczej i Fabryczej. Jest to obszar o charakterze przemysłowym.

## Historia
Warzyce to dawna wieś i gmina jednostkowa w powiecie jasielskim, za II RP w woј. krakowskim. W 1934 w nowo utworzonej zbiorowej gminie Jasło, gdzie utworzyła gromadę.
Podczas II wojny światowej w gminie Jaslo w powiecie Jaslo w dystrykcie krakowskim (Generalne Gubernatorstwo). Liczyły wtedy 1250 mieszkańców.
Po wojnie znów w gminie Jasło w powiecie jasielskim, w nowo utworzonym województwie rzeszowskim. Jesienią 1954 zniesiono gminy tworząc gromady. Warzyce weszły w skład nowo utworzonej gromady Brzyszczki, gdzie przetrwały do końca 1972 roku, czyli do kolejnej reformy gminnej.
1 stycznia 1973 ponownie w gminie Jasło. Od 1 lipca 1975 w województwie krośnieńskim.
1 lutego 1977 część wsi Warzyce (241 ha) włączono do Jasła.